# Ligyra enderleini
Ligyra enderleini är en tvåvingeart som först beskrevs av Paramonov 1929.  Ligyra enderleini ingår i släktet Ligyra och familjen svävflugor. Inga underarter finns listade i Catalogue of Life.